# Vyšná Olšava
Vyšná Olšava est un village de Slovaquie situé dans la région de Prešov.

## Histoire
Première mention écrite du village en 1382.

## Démographie

### Évolution de la population
| Année:               | 1994. | 2004.    | 2014.   | 2024.   |
| -------------------- | ----- | -------- | ------- | ------- |
| Nombre de personnes: | 525   | 599      | 643     | 623     |
| Différence:          |       | +14,09 % | +7,34 % | -3,11 % |

| Année:               | 2023. | 2024.   |
| -------------------- | ----- | ------- |
| Nombre de personnes: | 629   | 623     |
| Différence:          |       | -0,95 % |